# 國民革命軍陸軍暫編第十五軍
国民革命军暂编第十五军，简称为“暂十五军”，在历史上先后2次组建。

## 川军泸顺起义部队组成的暂编第15军
为策应国民革命军北伐，1926年12月1日，举行泸州起义，12月3日举行顺庆起义。1927年5月上旬，在吴玉章的斡旋努力之下，起义部队被武汉国民政府编为国民革命军暂编第15军，刘伯承任军长，黄幕颜任副军长。5月16日刘伯承被迫离开泸州，泸州起义失败，起义部队接受刘湘改编。不久因疑惧刘湘，部队投靠杨森、周西成。刘伯承于7月11日到武汉。武汉《民国日报》上刊登一则消息：“暂编第十五军军长刘伯承、副军长黄慕颜，先后来汉向中央陈述与川中反动军阀奋斗情形，极为中央嘉奖。近刘军长因病，特向军事委员会请假调养，其职务交黄副军长代理，已蒙军委批准。”刘伯承随后参加南昌起义，任军事参谋团参谋长。

## 伪军反正组成的第2个暂编第二军
抗战爆发后，刘昌义在张家口组织义勇军。张家口失守後，随刘汝明部沿太行山退到河南沁阳。1938年被收编为第一战区豫北別動軍。1940年春，刘昌义率部在河南温县附近投日。改编为和平建国军豫北绥靖司令部兼第21师。1941年9月21日反正，消滅日伪军600余人，南渡黄河投靠第一战区，被改编为暂编第十五军，隶属第28集团军：
- 军长刘昌义
- 副军长：李强、路可桢
- 参谋长桑继门
- 暂编第27师：刘昌义兼任师长
- 暂编第1旅

1943年4月，第一战区副司令长官汤恩伯吞并了该军，暂编第27师改隶第八十五军，暂编第1旅改隶第15集团军，另将第31集团军直辖新编第29师、第八十五军预备第11师改隶暂十五军
- 新编第29师：1942年，周口警卫团扩编成新编第29师，周口警备司令吕公良任师长，黄埔五期、第88师团附黄永淮任副师长。1944年豫中会战守备许昌被歼。收容溃散人员，重建该师，师长刘汉兴。
- 预备第11师，蒋当翊任师长 1944年7月改隶第二十九军。

1944年7月，暂编第27师(萧劲任师长)从第八十五军回归该军。1945年1月，该军裁撤，所辖部队分别改隶暂编第一军和第八十五军。刘昌义出任第十九集团军副司令。